# Отрава (фильм)
«Отрава» — французский кинофильм Саша Гитри с Мишелем Симоном в главной роли.

## Сюжет
Семейная жизнь Поля и Бландины Браконьер просто невыносима. Поль старается как можно меньше бывать дома, а, встречая жену на улице, проходит мимо, делая вид, что не замечает её. Бландина держится неприветливо со всеми, но больше всех достаётся её мужу. Кроме того, она часто прикладывается к бутылке. Весь город наблюдает за их отношениями и сочувствует Полю. Супруги настолько ненавидят друг друга, что готовы даже на убийство. Наконец, оба не выдерживают и решают осуществить давно вынашиваемые планы.
Однажды Поль слышит по радио интервью с известным адвокатом, утверждающим, что в преступлениях часто виновны жертвы, доведшие преступников до убийства. Поль отправляется к адвокату и под видом признания в совершённом преступлении выпытывает у адвоката метод убийства, при котором Поль избежал бы наказания.
В это же время Бландина решает отравить мужа и покупает яд в местной аптеке. Вечером она незаметно подсыпает яд в вино мужа, но тут же получает удар кухонным ножом. Поль выходит на улицу и сдаётся полиции.
Аптекарь, услышав, что в доме Браконьеров произошло убийство, направляется туда, чтобы сообщить полиции, что именно у него Бландина купила яд, которым отравила мужа. Но, увидев, что убийцей является Поль, аптекарь выпивает вино, стоящее на столе, и умирает от яда.
Так выясняется, что Поля тоже ждала смерть. Поэтому на суде ему удаётся убедить судей, что жизнь с женой была для него невозможна. Это подтверждают и другие горожане, и судьи выносят оправдательный приговор.